# 高岡高等商業学校
| 高岡高等商業学校 （高岡高商） | 高岡高等商業学校 （高岡高商）                            |
| ----------------------------- | -------------------------------------------------------- |
| 創立                          | 1924年                                                   |
| 所在地                        | 富山県高岡市古定塚                                       |
| 初代校長                      | 只見徹                                                   |
| 廃止                          | 1946年                                                   |
| 後身校                        | 高岡工業専門学校 富山大学経済学部 富山大学経営短期大学部 |
| 同窓会                        | 越嶺会                                                   |

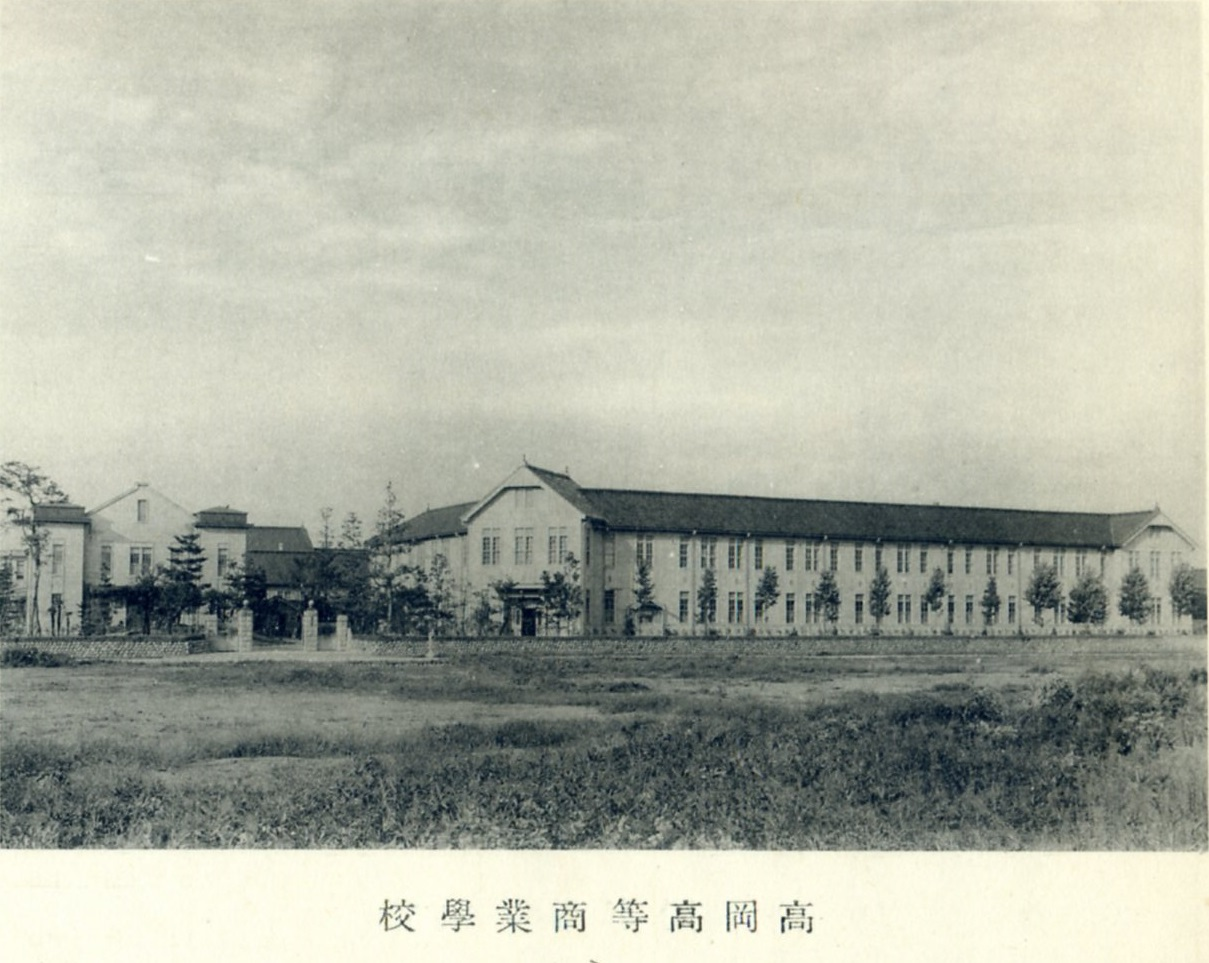
高岡高等商業学校（1939年）

高岡高等商業学校（たかおかこうとうしょうぎょうがっこう）は、1924年（大正13年）9月、に設立された旧制専門学校。略して高岡高商とも呼ばれる。

## 概要
- 文部省直轄の第13官立高等商業学校で、官立高商のなかでは外地を除き最後に設立され、本科の他、東亜科・臨時補修科を設置した。
- 第二次世界大戦末期の1944年、高岡経済専門学校と改称され、さらに高岡工業専門学校へと転換された。戦後、工専から経専への再転換はならず経専は廃止となったが、その後に設立された富山大学経済学部は、高岡高商の伝統を継承したものと見なされている。
- 高商時代に卒業生による同窓会「高陵会」が組織されたが、富山大経済学部設置に伴い「越嶺会」へと継承され現在に至っている。

## 沿革

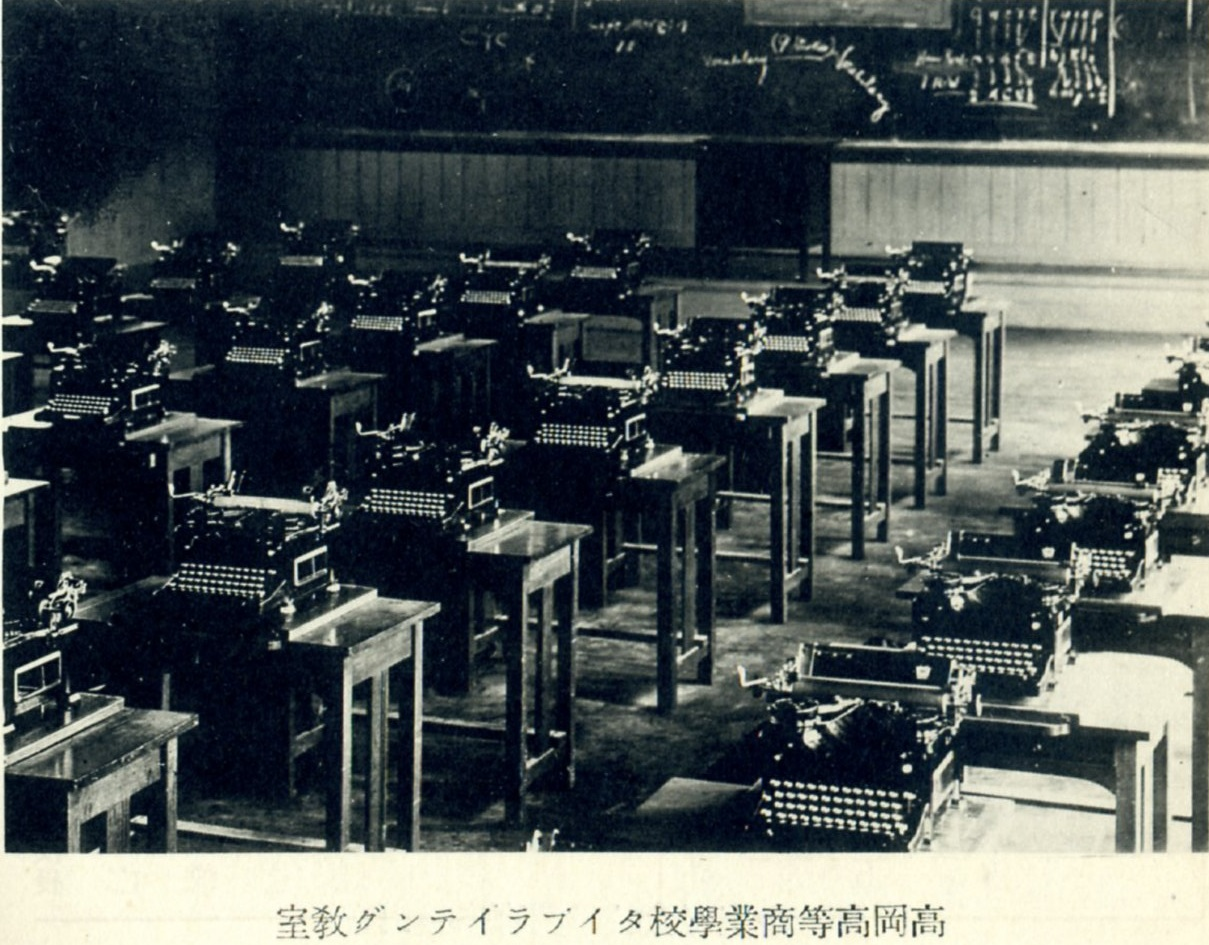
タイプライティング教室（1939年）

- 1924年9月：勅令第222号により設立。本科を設置（修業年限3年）。
- 1925年4月：第1回入学式。授業開始。
- 1927年9月：校歌制定「黎明告ぐる鐘の音を」。（相馬御風[1]作詩/弘田龍太郎作曲）
- 1928年10月：開校式、校旗調製。
- 1929年：研究団体「商業研究会」発足。機関誌『研究論集』創刊。
- 1935年3月：10周年記念事業として『富山県売薬業史史料集』刊行。
- 1935年10月：開校10周年祝典。
- 1940年4月：東亜科（第2部）設置。
  - 満州・中国に対岸ロシアを含めて研究対象とした。
- 1940年4月：官制外附置機関として日本海経済研究所設置。
- 1940年10月：開校15周年記念式。
- 1941年：この年度より修業年限が1年9ヶ月に短縮。臨時補修科設置。
- 1944年3月：高岡経済専門学校に改称。
- 1944年4月：高岡工業専門学校に転換。
- 1946年3月：経専廃止。文部省は告知27号で経専復活を承認しないことを通告。
- 1949年5月：新制富山大学設立に伴い文理学部経済学科設置。事実上の経専復活。
- 1953年8月：経済学部に昇格。

## 歴代校長
- 初代　只見徹（1924年10月-1930年3月）
  - 福島高商教授より転任。1924年2月より高岡高商創立委員を委嘱。
  - 長崎高商校長に転じ退任。後任の鈴木校長が在外研究中のため1930年3月-9月は蒲生治郷教授が校長事務代理。
- 第2代　鈴木弼（1930年9月-1938年9月）
  - 彦根高商教頭から転任。
  - 鹿児島高商校長就任のため依願退官。1938年9月-12月は佐原貴臣教授が校長事務代理。
- 第3代　堀池英一（1938年12月-1941年1月）
  - 文部省大臣官房秘書課長より転任。
  - 文部省教学局企画部長に転じ退任。
- 第4代　熊木捨治（1941年1月-1943年4月1日[2]）
  - 文部省督学官兼図書監修官より転任。
- 第5代　長崎太郎（1943年4月1日[2]-1946年3月）
  - 京都帝大学生主事兼司書より転任。昭和19年度より高岡経済専門学校と高岡工業専門学校校長兼務の後、昭和20年度より山口高等学校校長。

## 校地
当時の富山県高岡市郊外に位置する志貴野（当時の古定塚。後に中川園町）に設立され、工専転換に際して同校に継承された。戦後に経専が復活しなかったため、中川校地はそのまま工専が富山大に包括されて設置された工学部の校地として継承された。事実上経専を継承した富大文理学部経済学科は同学部の蓮町校地（富山市内：旧富山高等学校 (旧制)校地）内に置かれたが、同学科の経済学部への昇格に伴い、新校地への移転問題が浮上した。富山市と高岡市が争った結果、経済学部は1957年富山市の五福校地に移転した。高岡高商から継承された中川校地は、1984年 - 1985年に工学部が五福校地へ移転したのち、高岡短期大学（1983年開学）の校地として短期間（1985年 - 1986年）使用され、その後、富山県立高岡高等学校が移転して現在に至る。

## 富山大学への継承
GHQの文教政策は、戦争中の転換・変更を戦争前の状態に復帰させることを基本方針とした。文部省もこれに沿う形で、当初は高商から工専に転換された彦根（現・滋賀大学経済学部）・和歌山（現和歌山大学経済学部）および高岡を経専に再転換する方針をとっていた。ところが富山県内部で工専存続を求めるグループが力を増し、県議会が1946年2月に工専存続の決議を行ったことなどもあいまって、翌3月に文部省は彦根・和歌山2校の経専再転換を認めると同時に、高岡については再転換を認めない旨の告知を行い、経専が廃止となった。しかし高陵会（同窓会）などを中心に経専復活運動は粘り強く続けられ、1949年の新制富山大学発足に伴い、同大文理学部内で社会科学を担当する経済学科が設置された。この学科は旧高岡高商の蔵書を継承し、また旧高商教官が多く採用されたことから事実上の「高商（経専）の復活」と見なされた。こののち、さらに経済学科の学部昇格で文理学部からの独立を達成しようとする動きが起こり、富山県有力団体のバックアップにより1953年経済学部設置が実現した。経済学部長は、2代大熊信行、3代小寺廉吉、5代土生滋穂、6代城宝正治と旧高商教官が就任している。
また､高岡工専を継承した高岡キャンパスの工学部には一般教養教育用蔵書、備品・文書、商品陳列室に展示されていた商品学教材が残された。工学部の五福キャンパスに移転後、教材は高岡短期大学を経て富山大学芸術文化学部に保存されている。

## 主な卒業生
- 堀健治(1回) - 高岡市長（1952年-1984年）
- 向井梅次(1回) - 高岡高等商業学校教授ほか歴任
  - 2年在学時に高等文官試験司法科に合格し卒業と同時に母校採用
- 高田源清(3回) - 法学者、九州帝大に進学、高岡高等商業学校教授ほか歴任
- 前野良(6回) - 政治学者、九州帝大に進学、静岡大学、長野大学教授ほか歴任
- 西川義朗(11回) - 会計学者、一橋大学名誉教授
- 篠原三代平(13回) - 経済学者、一橋大学名誉教授、文化勲章受章
- 飯野利夫(13回) - 会計学者、一橋大学名誉教授、駿河台大学元学長
- 池田直視(13回) - 法学者、九州帝大に進学、富山大学経済学部教授ほか歴任
- 國枝忠雄(15回) - 中部日本放送元社長、九州帝大に進学

## 関連書籍
- 『高岡高等商業学校史』高岡経済専門学校、1945年
- 『富山大学経済学部五十年史』第2版 富山大学経済学部 越嶺会、1979年
- 『富山大学五十年史』（上・下） 富山大学、1992年
- 『高岡短期大学十年史』高岡短期大学、1994年